# Eutokios
Eutokios (ur. ok. 480 w Aszkelonie, zm. ok. 540) – grecki matematyk, uznany za edycję i komentarze do prac Archimedesa oraz pierwszych 4 ksiąg traktatu Κωνικά (Konika – "Stożkowe") Apoloniusza.